# Dodô (1998)
Domilson Cordeiro dos Santos (Taubaté, 17 november 1998) – beter bekend als Dodô – is een Braziliaans voetballer die doorgaans speelt als rechtsback. In juli 2022 verruilde hij Sjachtar Donetsk voor Fiorentina.

## Clubcarrière
Dodô speelde in de jeugd bij Taubaté en verliet deze club in 2014 voor Coritiba. Hier maakte de verdediger op 15 mei 2016 zijn debuut, toen door een goal van Kléber met 1–0 gewonnen werd van Cruzeiro. Hij mocht van coach Gilson Kleina in de basis beginnen en speelde de gehele negentig minuten mee. In januari 2018 maakte Dodô voor een bedrag van circa twee miljoen euro de overstap naar Sjachtar Donetsk, waar hij zijn handtekening zette onder een verbintenis voor de duur van vierenhalf jaar. Na een halfjaar met drie professionele optredens werd de Braziliaan voor één seizoen verhuurd aan Vitória Guimarães. Na zijn terugkeer een jaar later kwam hij vaker aan spelen toe bij Sjachtar. In de zomer van 2022, na de Russische invasie van Oekraïne, werd Dodô voor een bedrag van circa vijftien miljoen euro overgenomen door Fiorentina. In Italië tekende hij een contract voor vijf seizoenen.

## Clubstatistieken
| Seizoen | Club                | Competitie    | Competitie | Competitie | Beker | Beker | Internationaal | Internationaal | Totaal | Totaal |
| Seizoen | Club                | Competitie    | Wed.       | Dlp.       | Wed.  | Dlp.  | Wed.           | Dlp.           | Wed.   | Dlp.   |
| ------- | ------------------- | ------------- | ---------- | ---------- | ----- | ----- | -------------- | -------------- | ------ | ------ |
| 2016    | Coritiba            | Série A       | 27         | 0          | 2     | 0     | 2              | 0              | 31     | 0      |
| 2017    | Coritiba            | Série A       | 23         | 0          | 0     | 0     | —              | —              | 23     | 0      |
| 2017/18 | Sjachtar Donetsk    | Premjer Liha  | 2          | 0          | 1     | 0     | 0              | 0              | 3      | 0      |
| 2018/19 | → Vitória Guimarães | Primeira Liga | 9          | 1          | 2     | 1     | —              | —              | 11     | 2      |
| 2019/20 | Sjachtar Donetsk    | Premjer Liha  | 23         | 1          | 1     | 0     | 10             | 2              | 34     | 3      |
| 2020/21 | Sjachtar Donetsk    | Premjer Liha  | 23         | 2          | 1     | 0     | 10             | 0              | 34     | 2      |
| 2021/22 | Sjachtar Donetsk    | Premjer Liha  | 14         | 0          | 2     | 0     | 10             | 0              | 26     | 0      |
| 2022/23 | Fiorentina          | Serie A       | 33         | 1          | 5     | 0     | 12             | 0              | 50     | 1      |
| 2023/24 | Fiorentina          | Serie A       | 9          | 0          | 1     | 0     | 8              | 0              | 18     | 0      |
| 2024/25 | Fiorentina          | Serie A       | 17         | 0          | 1     | 0     | 6              | 0              | 24     | 0      |
| Totaal  | Totaal              | Totaal        | 180        | 5          | 16    | 1     | 58             | 2              | 254    | 8      |

Bijgewerkt op 30 december 2024.

## Erelijst
| Premjer Liha           | 2 | 2017/18, 2019/20 |
| Koebok Oekrajiny       | 1 | 2017/18          |
| Soeperkoebok Oekrajiny | 1 | 2021             |